# Albuzzano
Albuzzano is een gemeente in de Italiaanse provincie Pavia (regio Lombardije) en telt 2500 inwoners (31-12-2004). De oppervlakte bedraagt 15,3 km², de bevolkingsdichtheid is 150 inwoners per km².
De volgende frazioni maken deel uit van de gemeente: Barona, Vigalfo.

## Demografie
Albuzzano telt ongeveer 999 huishoudens. Het aantal inwoners steeg in de periode 1991-2001 met 18,0% volgens cijfers uit de tienjaarlijkse volkstellingen van ISTAT.
| Jaar | Inwoneraantal |
| ---- | ------------- |
| 1991 | 1912          |
| 2001 | 2256          |

## Geografie
De gemeente ligt op ongeveer 76 m boven zeeniveau.
Albuzzano grenst aan de volgende gemeenten: Belgioioso, Cura Carpignano, Filighera, Linarolo, Valle Salimbene, Vistarino.